# 电力电子学
电力电子学（power electronics，PE）又稱功率電子學，主要是指應用於電力領域中的電子技術，即使用高功率之固態電子器件（功率半導體元件）針對電能進行轉換與控制，以提供負載所需形式之電壓或電流的电子技术。
电力电子学在發展上，主要包含：電力電子元件製造技術、電力電子元件應用技術；後者即為變流技術。隨著應用的不同，變流技術可分為直流電轉換直流電（DC-DC）、交流電轉換直流電（AC-DC）、直流電轉換交流電（DC-AC）與交流電轉換交流電（AC-AC）四種類型。變流技術主要以電力電子元件與被動元件構成的轉換電路，並藉由對轉換電路上之電力電子元件的控制，完成所需之電能轉換的功能；因此變流技術涵蓋了電路架構設計、磁性元件設計、控制策略等多樣技術，並根據應用上的不同可能又同時包含電力系統、再生能源、馬達驅動、電池儲能等。
由上述得知，电力电子学廣泛涵蓋電路學、电子学、控制理論、電磁學、信號處理、電力系統、電機機械、半導體物理學等多科學門；但以美国威廉·尼威爾所提出：电力电子学是由电力学、电子学和控制理论三个学科交叉而成的观点，獲全世界普遍認同。

## 電子電力技術的歷史

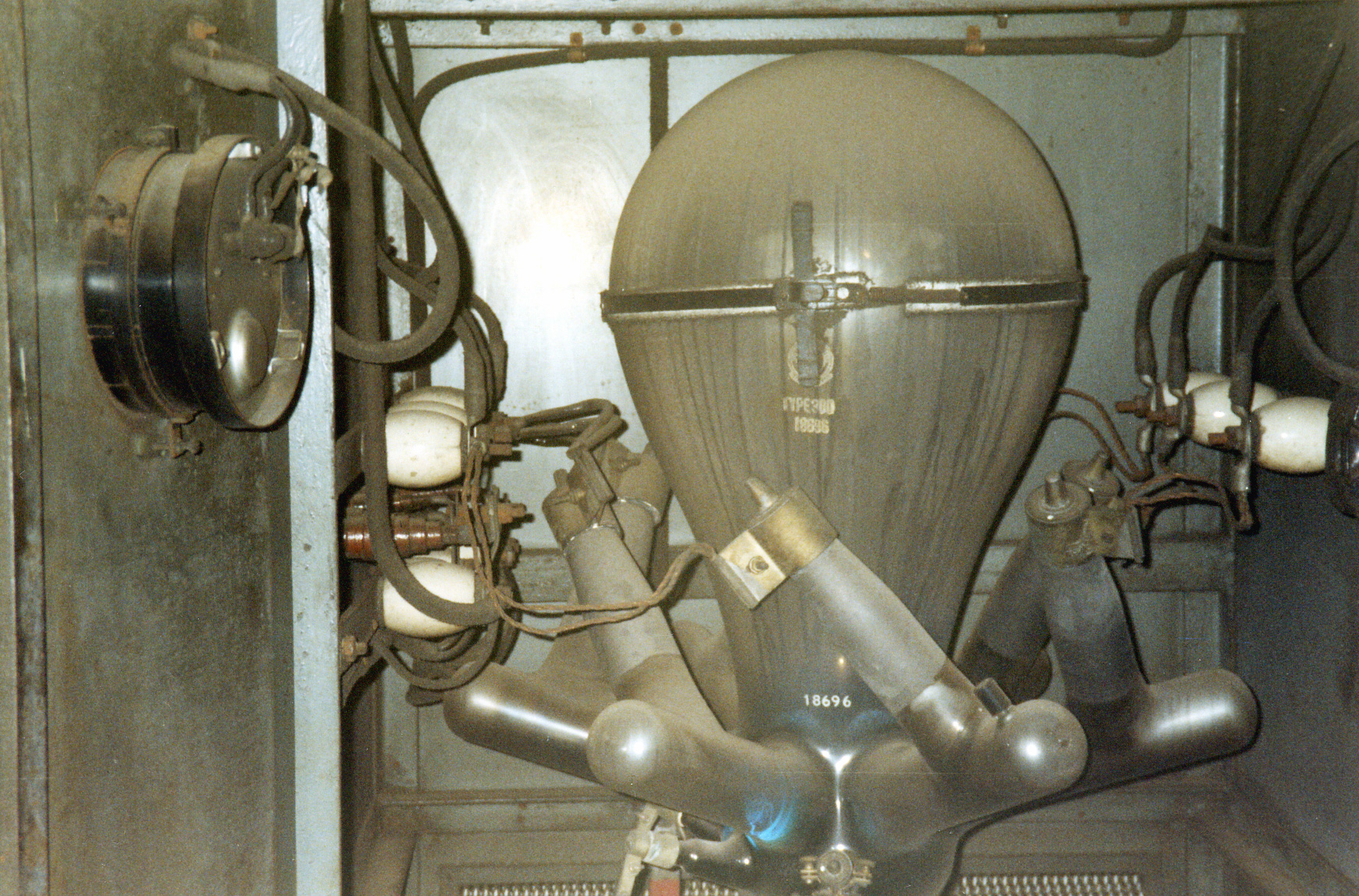
汞蒸气整流器

電力電子學的概念起源於1902年，美國彼得·庫柏·翰威特利用內含液態汞的陰極放電管，發明汞蒸氣型整流器，該發明可將電流高達數千安培的交流電轉換為直流電，而其容忍電壓也高達一萬伏特以上。
這個汞蒸氣型的整流器，1930年開始，這種原始的整流器開始匹配一個類似于通管技術的點陣式(或晶格結構)類比控制器，從而實現了直流電流的可控制性(引燃管,閘流管)。由於正向可通過的電壓約為20伏特，進而乘于正向可通過的電流就產生了可觀的電功率損失，由此而來的投資和運營成本等等也會相應的增加。因而這種整流器在現今的功率電子技術方面並不會得到廣泛的應用。
隨著半導體在整流方面的應用，第一個半導體整流器(硒和氧化亞銅整流器)被發明出來。
1957年，通用電氣研發出第一種可控式功率型半導體，後來命名為晶閘管。之後進一步地研發出多種類型的可控式功率型半導體。這些半導體如今也在驅動技術方面得到廣泛應用。

## 特徵與應用領域

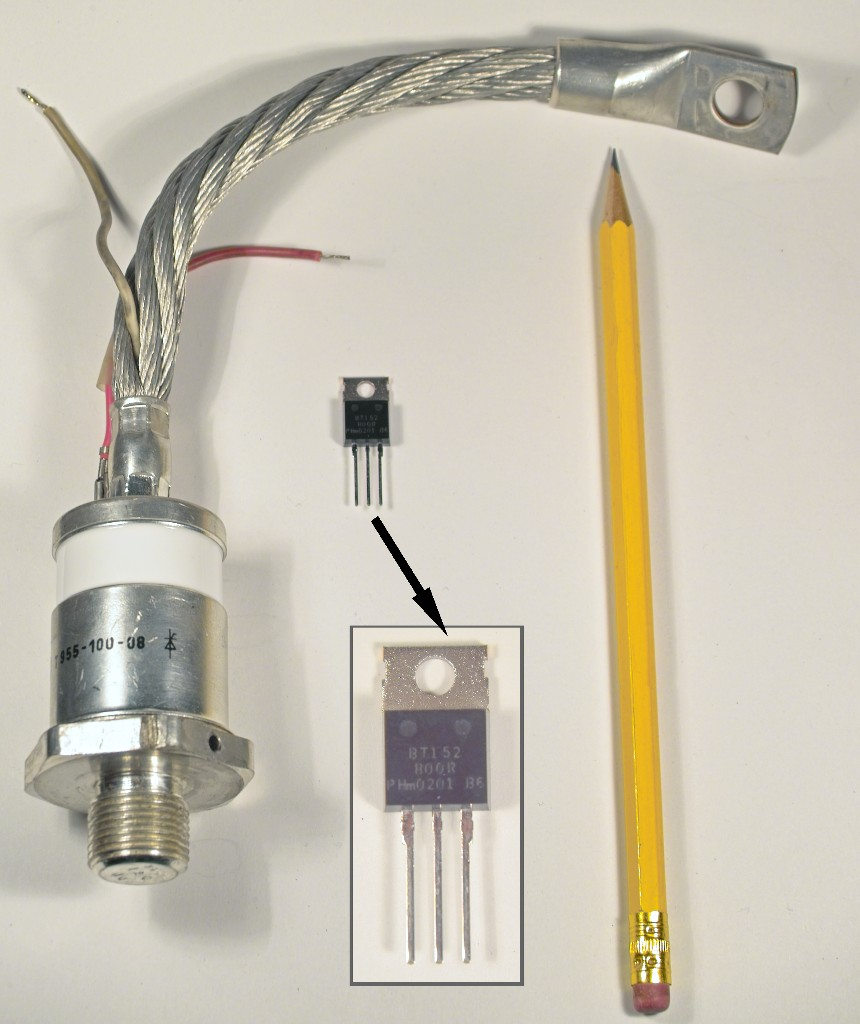
不同类型的晶闸管

功率電子技術 首先使電能轉換實現了可能。其中包括:電壓、電流與頻率。這些轉換設備被稱為電流變流器(整流器)。又根據其功能性的不同被分為直流轉換器,交流轉換器與互交換轉換器等。 

進而出現功率電子技術化的電子元件與元件。這些電子元件被用作電器的開關(電門或電閘)。除此之外如今也被應用在電擊保護和電流監控等方面。並根據是否含有活動塊的不同,被分為繼電器和接觸器。 

- 通過直流整流器實現交流電壓與直流電壓間的轉換。
- 通過交流整流器實現直流電壓與交流電壓間的轉換 。
- 通過直流電流調節器(DC/DC-變流器)實現直流電壓的強度變化。
- 通過交流電流調節器(或頻率轉換器)實驗交流電壓的頻率或者峰值的變化。

在微電子技術發展帶領下,功率電子技術化的電子元件實現了更好的控制和調控性。並給予功率電子技術更好的發展前景。 

在電力驅動的驅動技術方面,運用功率電子技術中的可控制性實現電動機運行狀態的精確調控。因而現今的大型電機驅動設備和電力機車都運用此項技術經行控制。

同樣,在能量的產生和傳送方面,功率電子技術也有舉足輕重的地位。而一些微功率設備與用傳統同步電機作為能量供給者的設備中卻很難得到應用。通過頻率轉換器實現電能向電力網絡的輸送。功率電子技術也應用在電能傳輸過程,實現從交叉耦合到高頻去耦的網路銜接。這種高壓直流傳輸技術也被應用在從變電站到火車電力網路和城市輕軌網路的電力傳輸。

同樣,在三相电網路中實現針對性調控方面,功率電子技術在FACTS(精確交流傳動系統)中得到運用。借助于UPFC(統一功率流調節器)實現從封閉式的傳輸網路到單一的電路中的導向性功率流的設置。從而使輸送電路在傳輸電路實現盡可能的利用。

功率電子技術在汽車製造方面也愈顯重要。在這方面,有許多的耗能設備需要通過功率電子技術化的元件進行接通(電流)與控制。在汽車方面的第一個應用就是常見的發電機調節器,因而使直流發電機被效率更高,體積更小,維護簡易的交流電機所代替成為可能。其他的應用如電子點火器(晶閘管)和內燃機中的電子燃油噴射裝置。

混合動力汽車（例如豐田普瑞斯）也可以歸屬於電動汽車（叉式裝卸機“E-Car”），其驅動功率由一台電動機產生。其所需電能必須借助于功率電子技術轉換為驅動電機所需的電壓和頻率。因而功率強度需通過直流調控器和交流整流器來實現。也可實現電能在電池和雙電層電容器(Super Caps)儲存的過程。

功率電子技術在高頻應用領域逐漸取代落後的管技術。在超高頻和大功率應用方面卻更多地採用電子管(調速管,磁控管),在感應熱依舊存在的情況下,能實現設備的小型化,高效能,免維修和持久使用的性能全部要歸功於功率電子技術。 

其他例子,可以參考逆變換流器在電弧焊中的應用以及中頻逆變器在電阻焊中的應用。

## 應用
- AC-DC轉換（整流电路）：将交流电变为所需的直流电的電路。
應用於：電腦的電源供應器、手机充电器
- DC-DC轉換（直流斩波电路）：将直流电变为所需的直流电的電路。
應用於：電腦的電源供應器、RS232与TTL的电平转换
- AC-AC轉換（交流电力控制电路和交流变频电路）：将交流电变为所需的交流电的電路。
應用於：在線、变频式冷氣機、升降機、交流电机调速
- DC-AC轉換（逆变电路）：将直流电变为所需的交流电的電路。
應用於：、警急照明、太阳能板发电